# Råttatouille
Råttatouille (engelska: Ratatouille) är en animerad långfilm från 2007 producerad av Pixar Animation Studios och släppt av Walt Disney Pictures. Filmen är skriven och regisserad av Brad Bird, och är den åttonde långfilmen från Pixar.
Filmen hade världspremiär i flera länder den 29 juni 2007 och i Sverige den 19 oktober samma år. Filmen belönades med en Oscar i kategorin bästa animerade film, och nominerades till fyra andra; bästa ljud, bästa ljudklippning, bästa musik och bästa manus.

## Handling
Remy, en ung råtta med högt utvecklat sinne för lukt och smak, drömmer om att bli kock som sin mänskliga idol, den avlidne Auguste Gusteau, men resten av hans koloni, inklusive hans äldre bror Émile och hans far, klan-ledaren Django, äter bara för att få i sig bränsle och aktar sig för människor. Råttorna bor på en äldre dams vind utanför Paris, men när kvinnan upptäcker råttorna tvingas de evakuera och Remy skiljs från de andra. Uppmuntrad av en imaginär Gusteau utforskar han området tills han hamnar på taket till Gusteaus restaurang.
Remy märker att restaurangens nye kökspojke Alfredo Linguini försöker bättra upp en soppa som han spillt, och hoppar in för att rätta till Linguinis misstag. Linguini tar Remy på bar gärning, men visar honom inte för Skinner, Gusteaus tidigare souschef och restaurangens nya ägare. Skinner konfronterar Linguini för att han har lagat mat, men när soppan av misstag serveras och visar sig vara en succé övertygar Colette Tatou, restaurangens enda kvinnliga kock, Skinner om att behålla Linguini och upprätthålla Gusteaus berömda motto: "Alla kan laga mat". Efter att ha krävt att Linguini ska laga soppan igen ser Skinner Remy och beordrar Linguini att ta ut honom och fixa honom. När de väl är ensamma upptäcker Linguini att Remy kan förstå honom och han övertalar Remy att hjälpa honom att laga mat.

## Originalröster
- Patton Oswalt – Remy
- Lou Romano – Linguini
- Ian Holm – Skinner
- Brian Dennehy – Django (Remys Pappa)
- Peter O'Toole – Anton Ego
- Brad Garrett – Gusteau
- Janeane Garofalo – Colette
- Peter Sohn – Emile
- Will Arnett – Horst
- Julius Callahan – Lalo
- James Remar – Larousse
- John Ratzenberger – Hovmästaren Mustafa
- Teddy Newton – Skinners Advokat
- Tony Fucile – Pompidou
- Jake Steinfeld – Git
- Brad Bird – Ambister

## Svenska röster
- Gustaf Skarsgård – Remy
- Andreas Utterhall – Linguini
- Göran Engman – Skinner
- Johan Hedenberg – Django (Remys pappa)
- Anders Ahlbom – Anton Ego
- Fredrik Hiller – Gusteau
- Carina Berg – Colette
- Göran Gillinger – Emile
- Kristian Luuk – Horst
- Richard Sseruwagi – Lalo
- Dick Eriksson – Francois/Speaker i reklamfilm
- Pelle Johansson – Larousse
- Hassan Brijany – Hovmästaren Mustafa
- Steve Kratz – Skinners Advokat
- Claes Ljungmark – Pompidou/Git
- Carl Carlswärd – Ambister